# Perdaxius
Perdaxius település Olaszországban, Szardínia régióban, Carbonia-Iglesias megyében. Lakosainak száma 1306 fő (2023. január 1.). Perdaxius Carbonia, Narcao, Villaperuccio és Tratalias községekkel határos.

## Népesség
A település lakossága az elmúlt években az alábbi módon változott:
| Lakosok száma | 1455 | 1423 | 1306 |
|               | 2017 | 2018 | 2023 |